# 폴 제랄디

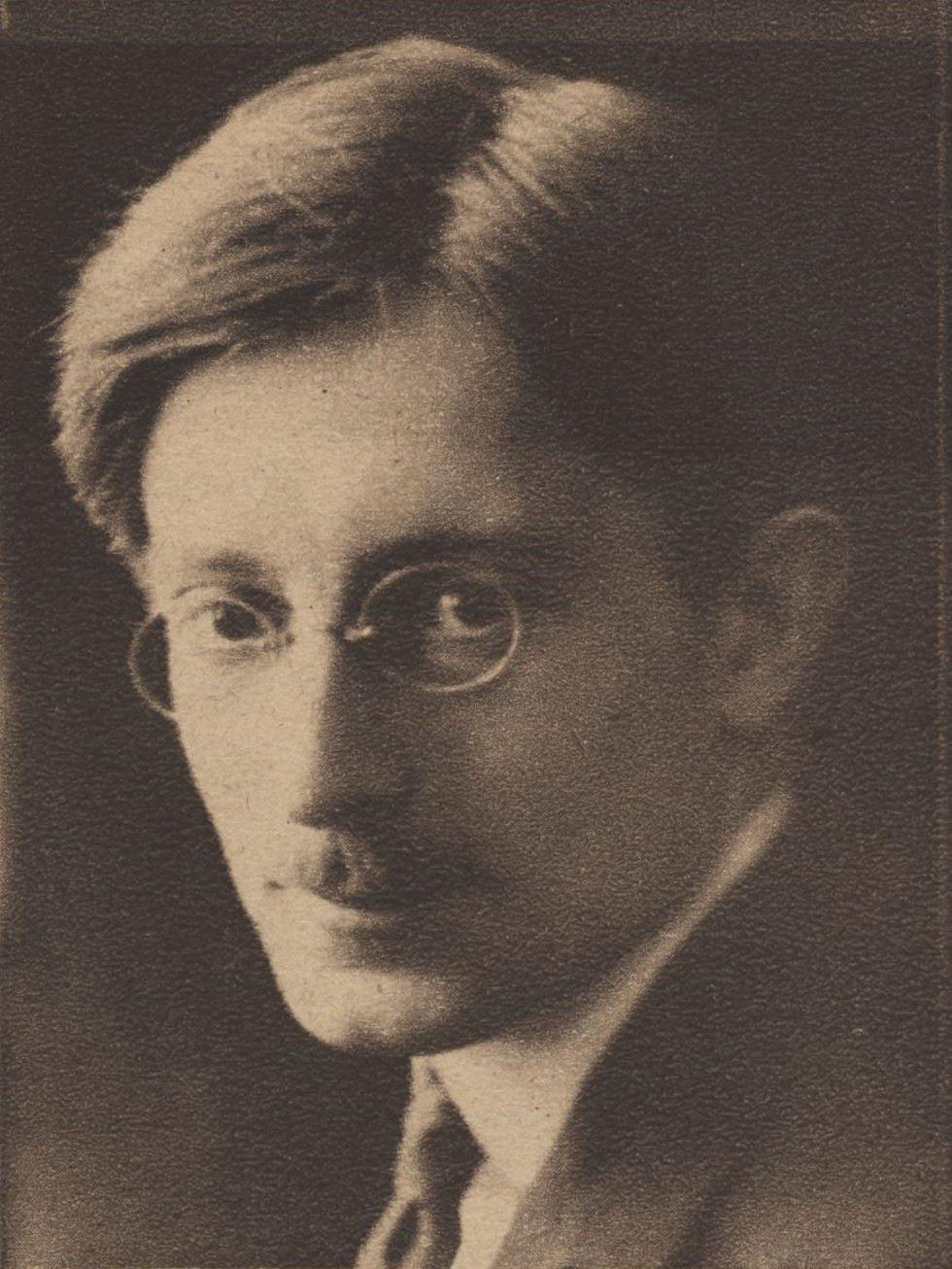

폴 제랄디(Paul Géraldy, Paul Lefèvre-Geraldy)는 1885년 3월 6일 파리에서 태어나 1983년 3월 10일 뇌이쉬르센에서 사망한 프랑스의 시인이자 극작가이다.

## 약력
폴 제랄디는 1885년 3월 6일 저널리스트인 폴 마리 조르주 르페브르(Paul Marie Georges Lefèvre)와 직업이 없던 잔 베르트 제랄디(Jeanne Berthe Geraldy) 사이에서 태어났다. 그는 1908년 첫 번째 컬렉션인 작은 영혼들(Les Petites Âmes)을 출판했고 1912년 두 번째 컬렉션인 너와 나(Toi et moi)로 큰 성공을 거두었다.
1922년에 그는 아버지의 이름에 어머니의 이름을 추가하여 자신을 르페브르-제랄디(Lefèvre-Geraldy)라고 부를 수 있게 되었다.